# 18 de la Balança
18 de la Balança (18 Librae) és un estel a la constel·lació de la Balança de magnitud aparent +5,87. S'hi troba a 309 anys llum del sistema solar, sent l'error en aquesta mesura del 3,7%.

## Característiques
18 de la Balança és una gegant taronja de tipus espectral K3IIICN amb una temperatura efectiva de 4.450 ± 24K. És 62 vegades més lluminosa que el Sol, cosa que suposa una lluminositat comparable a la de θ Librae però cinc vegades menor que la de υ Librae, ambdues gegants situades a Balança. Models teòrics li atorguen un radi 14 vegades més gran que el radi solar. És, com la major part dels estels del nostre entorn, un estel del disc fi.
18 de la Balança presenta una metal·licitat significativament superior a la solar ([Fe/H] = +0,30), havent estat catalogada com una gegant «súper-rica en metalls». A més, mostra un elevat contingut de cianogen, igual que Rasalas (μ Leonis) o Unukalhai (α Serpentis). Aquestes gegants evidencien un excés de nitrogen com a conseqüència que una gran part del seu carboni s'ha transformat en nitrogen mitjançant el cicle CNO. De fet, la relació nitrogen/ferro en 18 Librae és 2,75 vegades més elevada que en el Sol.
L'òrbita galàctica de 18 de la Balança és notablement més excèntrica (i = 0,32) que l'òrbita solar. Això fa que, en el periastre, la distància de 18 de la Balança al centre de la Via Làctia siga de sols 12.500 anys llum, uns 10.000 anys llum menor que en el cas del Sol. D'altra banda, 18 Librae comparteix moviment propi amb l'estel BD-10 3999 B, de magnitud +9,74.